# Židovský hřbitov v Rožnově pod Radhoštěm
Zaniklý židovský hřbitov v Rožnově pod Radhoštěm se nacházel na severovýchodním okraji města, v ulici Horní Kouty. Býval přímo naproti místnímu evangelickému hřbitovu, který se zachoval dodnes.
Židovská obec Ostrava prodala pozemek hřbitova v 80. letech 20. století soukromému majiteli, který si zde postavil rodinný dům. Náhrobní kameny byly odvezeny do Valašského muzea v přírodě, později byly přemístěny na židovský hřbitov ve Velkých Karlovicích.